# Пистелли, Лапо
Лапо Пистелли (итал. Lapo Pistelli; 20 июня 1964, Флоренция) — итальянский политолог, журналист и политик, заместитель министра иностранных дел Италии в правительстве Летта (2013—2014) и в правительстве Ренци (2014—2015), исполнительный вице-президент корпорации Eni по международным связям (с 2017).

## Биография
Получил высшее образование в области политических наук, читал курс политической коммуникации во Флорентийском университете и внешней политики Италии — в рамках «заморской учебной программы» (Overseas Studies Program) Стэнфордского университета во Флоренции, также преподавал во многих зарубежных университетах. В качестве журналиста Пистелли освещал темы внешней политики в газетах «Europa» и «l’Unità», сотрудничал в газетах «Limes» и «Aspenia». В 1985—1995 годах работал в коммунальном совете Флоренции, где в разное время курировал жилищные вопросы и систему просвещения. В 1987—1991 годах возглавлял секцию внешней политики в молодёжной организации Христианско-демократической партии, в 1994 году возглавил региональное отделение партии в Тоскане. В 1999—2001 годах входил в национальный секретариат Итальянской народной партии, в 2001 году стал членом национального исполнительного органа партии «Маргаритка» и возглавлял структуры международных связей сначала в ней, а после её роспуска — в Демократической партии.
Избирался депутатом нижней палаты парламента XIII-го (1996—2001), XIV-го (2001—2004), XVI-го (2008—2013) и XVII-го (с 2013) созывов. 1 июля 2015 года досрочно сдал мандат, в 2004—2008 годах являлся депутатом Европарламента от МДС и от ДП.
C 28 апреля 2013 года по 21 февраля 2014 года являлся заместителем министра иностранных дел в правительстве Летта, с 22 февраля 2014 года — заместитель министра иностранных дел в правительстве Ренци.
15 июня 2015 года Пистелли ушёл в отставку с должности заместителя министра иностранных дел в связи с назначением на должность старшего вице-президента корпорации Eni. В интервью газете La Stampa он заявил, что сферой его ответственности станет развитие заграничного бизнеса компании и поддержание связей с акционерами в Африке и на Ближнем Востоке. Данные утверждения вызвали споры о возможном конфликте интересов ввиду предыдущей работы Пистелли в МИДе.